# Алатау (Жуалинський район)
Алата́у (каз. Алатау) — село у складі Жуалинського району Жамбильської області Казахстану. Входить до складу Кизиларицького сільського округу.
У радянські часи село називалось Андрієвка.
Населення — 428 осіб (2021; 357 у 2009, 381 у 1999, 395 у 1989).